# Pierre Scize
Pour les articles homonymes, voir Piot.
 (février 2009).
Si vous disposez d'ouvrages ou d'articles de référence ou si vous connaissez des sites web de qualité traitant du thème abordé ici, merci de compléter l'article en donnant les références utiles à sa vérifiabilité et en les liant à la section « Notes et références ».
Pierre Scize, né Michel-Joseph Piot le 17 février 1894 à Pont-de-Chéruy et mort accidentellement à Melbourne (Australie) le 10 décembre 1956, est un journaliste français.

## Biographie
La vocation première de Michel-Joseph Piot le conduit vers le théâtre. il prend des cours au conservatoire de Lyon dès 1912. Mais engagé sur le front dès les premiers mois de la Première Guerre mondiale, il est grièvement blessé et perd son bras gauche, emporté par un obus. Après une longue convalescence, forcé d'abandonner son projet de devenir comédien, Michel-Joseph Piot retrouve le front des opérations en tant que régisseur du Théâtre aux Armées.
Le metteur en scène et comédien Jacques Copeau lui propose après l’Armistice de le suivre, dans le même emploi, à New York pour une longue tournée d’après-guerre qui remporta un grand succès. À son retour, Michel-Joseph Piot écrit le récit de ce voyage, et le directeur du journal L'Œuvre lui propose de le publier. Il devient alors journaliste.
La naissance de son pseudonyme Pierre Scize est originale. Le journaliste Jean Piot, homonyme et ami proche, écrit déjà à L’Œuvre. Un des deux Piot doit donc trouver une autre signature afin d'éviter tout confusion. En se promenant sur le quai Pierre Scize à Lyon, Michel Joseph a l'idée d'en faire un prénom et un nom. À l’origine, le quai Pierre Scize ne doit rien à un homme mais signifie un lieu-dit : la « pierre sciée ». À l'époque romaine, le rocher de Thune, qui forme une avancée dans la Saône, est taillé afin d'aménager une voie sur la rive droite de la rivière. Ainsi le lieu est appelé petra incisa, soit en français « pierre encize » ou « pierre scize ». C’est sans doute le seul exemple où un homme prend le nom d’un quai au lieu de le lui donner.
Après L’Œuvre, Bonsoir, puis Paris-Journal, le journal dirigé par Jacques Hébertot dont Pierre Scize est rédacteur en chef, ce dernier rejoint Le Canard enchainé. Mais en 1933, Pierre Scize reçoit la Légion d'honneur, décernée à titre militaire pour sa mutilation de guerre. Or tout rédacteur du Canard enchaîné s'engage à refuser toute décoration officielle, que ce soit à titre professionnel ou honorifique. Refusant d'accepter cette exception à la règle, le fondateur et directeur du journal satirique Maurice Maréchal licencie Pierre Scize. Cette rupture, largement commentée, fait date dans l’histoire de la presse française du XXe siècle.
Pierre Scize travaille alors pour Candide en tant que critique de cinéma et de théâtre, ainsi que pour Paris Soir. Ses reportages aux quatre coins du monde élargissent sa notoriété. Durant la Seconde Guerre mondiale, il se réfugie à Lyon, ville ou il a passé sa jeunesse. Il entre très vite dans la Résistance, écrivant de nombreux articles dans la presse clandestine, tous dirigés contre l'occupant. Il se rapproche alors, tant que le plan matériel qu'amical, avec l’équipe rédactionnelle du journal le Figaro, jusqu'à ce que le quotidien national se saborde volontairement au début novembre 1942, après l’entrée des Allemands en zone libre.

## Grands procès et Tour de France
Au lendemain de la guerre, Pierre Scize rejoint le Figaro. Il aborde un genre nouveau pour lui : la chronique judiciaire. Il couvre les grands procès de l’épuration, entre autres ceux de Philippe Pétain, de Nuremberg, du docteur Petiot, plus tard ceux de Marie Besnard, de Gaston Dominici, de Karl Oberg et d'Helmut Knochen. Ces comptes rendus judiciaires font de lui un journaliste et un chroniqueur très populaire et réputé en son temps, tout comme James de Coquet et Frédéric Potecher. Parallèlement, il publie dans le Figaro de grandes enquêtes sur les problèmes de société de l’Après-guerre.
En 1953, Pierre Brisson, le directeur du Figaro propose à Pierre Scize d’écrire sur le Tour de France. Or, à part de l’alpinisme dans sa jeunesse, il n’a jamais pratiqué le moindre sport. Mais il accepte et écrit trois étés durant des chroniques sur l’ambiance du Tour, laissant la partie purement sportive de l'épreuve cycliste à des confrères spécialisés. Ce genre assez nouveau dans la presse inspire au romancier Antoine Blondin vingt ans de chroniques dans L'Équipe.
En 1956, Pierre Brisson demande à Pierre Scize de partir pour Melbourne et d’écrire sur les Jeux olympiques le même genre de chroniques que sur le Tour. Mais le dernier jour des Jeux, à l’heure même où Alain Mimoun remporte la médaille d’or du marathon, Pierre Scize est renversé par une voiture et meurt peu après à l’hôpital, à l’âge de 62 ans.
En dehors de sa considérable production journalistique, Pierre Scize écrit quelques romans (Gens des Cimes, Pernette et son amour, Le plus bel ivrogne du quartier, La belle de Cargèse, L’or du temps), des essais et des récits (Lyon dans les Chaînes, Aux vendanges de Bourgogne, Rencontrés sur la route, Vingt Dieux de République, biographie libre de Georges Clemenceau, Au grand jour des Assises) et des pièces de théâtre (Dormez-vous ?, Gens de la Lune ).
Pierre Scize a trois enfants avec son épouse, née Camille Bardot : Michel (1939), voir à la suite, Jacqueline (1946) et Françoise (1948). Il repose au cimetière de Bagnolet.
Son fils Michel, journaliste, lui consacre un livre paru en 2013 aux éditions Baudelaire, Il s'appelait Pierre Scize. Sa petite-fille Hélène est également journaliste.

## Trois générations
Le fils de Pierre Scize, Michel Piot  (1939-2015) compte parmi les chroniqueurs gastronomiques et œnologiques de renom des dernières décennies du XXe siècle.
Du printemps 1972 à fin 1998, il publie de nombreux articles dans Le Figaro, où il tient une rubrique hebdomadaire et dispose souvent de pages entières. Il collabore au Figaro Magazine et au Figaro Madame, est rédacteur en chef de La Bonne Cuisine. Ayant pris sa retraite de journaliste "permanent", il demeure très actif, lié aux milieux de la table et du vin.
Pendant près de 25 ans (1981-2004), il préside l'Association professionnelle des chroniqueurs et informateurs de la gastronomie et du vin (APCIG), avant d'en devenir président d'honneur.

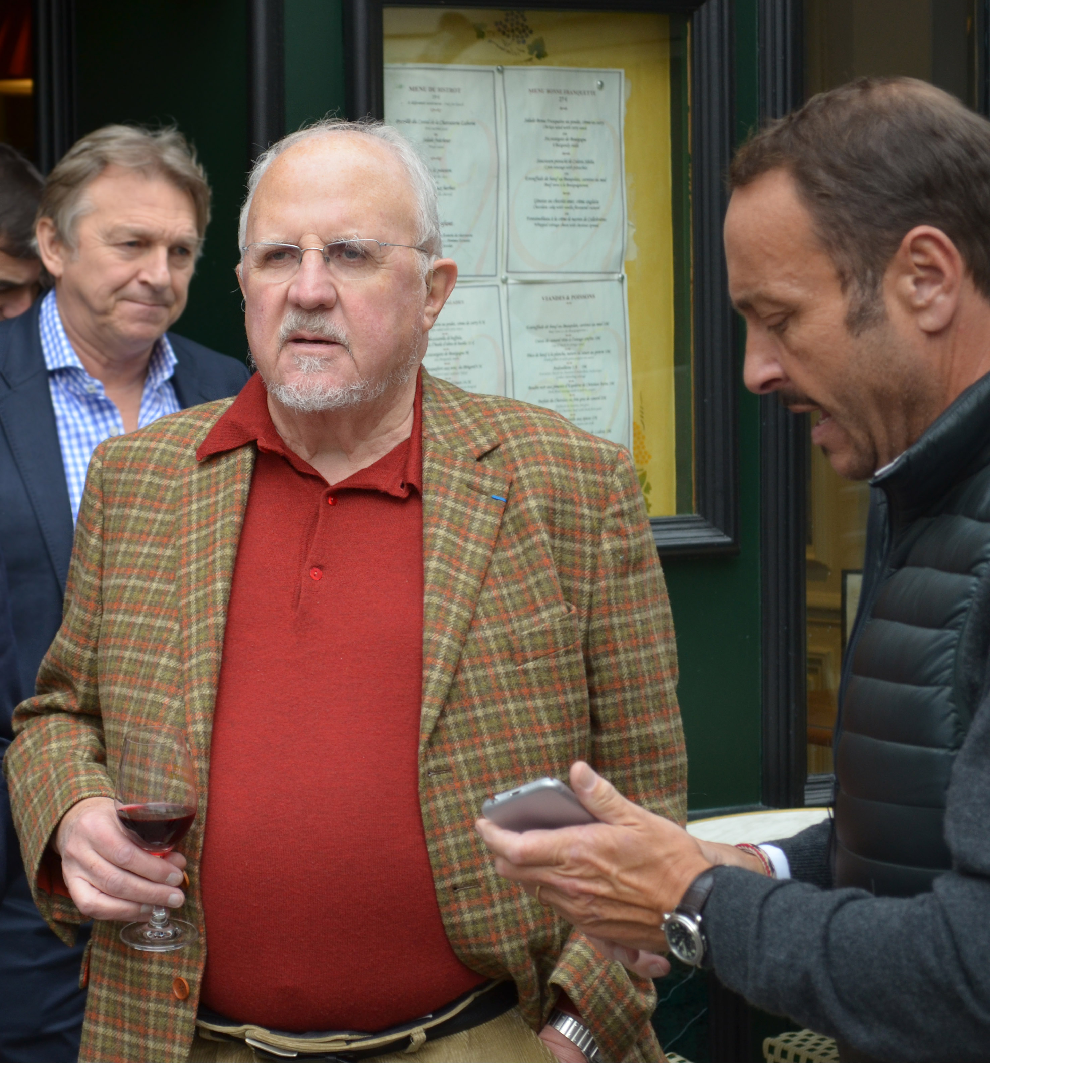
Michel Piot, à la sortie d'une réunion à La Bonne Franquette, à Montmartre. À droite, Vincent Ferniot, l'animateur gastronome de Midi en France. Derrière lui, Gilles Amand, entrepreneur charcutier à Vire.

Michel Piot  est membre de l'Académie du vin de France, administrateur de l'association Saveurs de France-Saveurs d'Europe  , juré permanent de l'AAAAA depuis 1977.
"Bon peintre du dimanche", il vend plusieurs de ses toiles réalisées dans le Cotentin.
Michel Piot évoque son père, Pierre Scize, dans les premiers chapitres d'un livre intitulé Et on vous payait pour ça, sous-titré Mémoires d'un critique gastronomique (première édition 2012, réédition 2014 aux éditions Baudelaire préfacée par Jacques Mailhot  (ISBN 978-2-7563-2387-9). De façon tendre et truculente, il y retrace l'ensemble de sa carrière dédiée au culte de la gourmandise.
Il publie en 2013 une biographie de son père mort alors qu'il avait 17 ans, Il s'appelait Pierre Scize (lire ci-dessus).
Michel Piot est décédé le 28 septembre 2015 à Carteret, dans le Cotentin, où il est enterré.
Hélène Piot, fille de Michel, diplômée de l'ESJ-Lille , est chef de rubrique au magazine Régal. Elle aussi passionnée par le vin et la gastronomie, elle participe à l'émission In Vino sur Sud Radio.
Elle est l'auteure du Guide des vins du monde (éditions Marabout) et coauteure de 1900-2000, Un Siècle de Millésimes (éditions Fleurus). Elle est également coauteure d'un recueil de nouvelles, Sept filles en colère  (édition Les Petits Matin, 2006 ). Membre du Movis (Mots du vin et des spiritueux) et de l'Apcig, elle est lauréate du Prix Amunategui-Curnonsky 2011 décerné par l'Apcig .

## Livres

### Guides
- Pierre Scize, Le Ski, revue Mieux vivre n° du 1er janvier 1936

### Recueil de nouvelles
- Pierre Scize, En Altitude, Grenoble, Editions Didier & Richard, 1930, recueil de nouvelles, illustré par Joanny Drevet[1], parmi lesquelles "Gens des Cimes", retitrée "La demoiselle" dans les éditions suivantes, qui décrit un "face à face entre une institutrice, venue de la vallée, et les habitants de Saint-Véran" où elle vient d'être nommée, sur fond de d'incendie de Saint-Véran, en pleine nuit d'hiver[1], mais aussi "La passion de Célestine Eymard", racontant ses séjours à La Grave et La Bérarde, dans la vallée du Vénéon[2],[3],[4]. Il inclut aussi "Aux fonds Turbat", du nom d'un refuge du Valgaudemar, juste sous L'Olan, où le récit met aux prises deux groupes d'alpinistes par mi lesquels un jeune parisien imprudent, à deux doigts de mourir après une chute, et les frères Thévenet, incarnation des frères Jean et Georges Vernet, le premier ayant ouvert une voie célèbre à La Meije, le 12 septembre 1934, dans la face sud. La quatrième nouvelle du recueil, rebaptisé "Gens des Cimes". La quatrième nouvelle du recueil, rebaptisé "Gens des Cimes" lors de sa réédition est "L'Oromane"[1], autre histoire de rencontres entre alpinistes, au refuge de La Pra, dans le massif de Belledonne, dont l'un, solitaire, orgueilleux et sûr de lui, se tue dans une course sans difficultés[1].

### Romans
- "L'Or du temps";
- "Pernette et son amour"[5].

### Livres de souvenirs
- "Lyon dans les chaînes", sur les années d'occupation[5].

### Pièces
- "Ludo" (comédie)[5].